# パルース (地形)

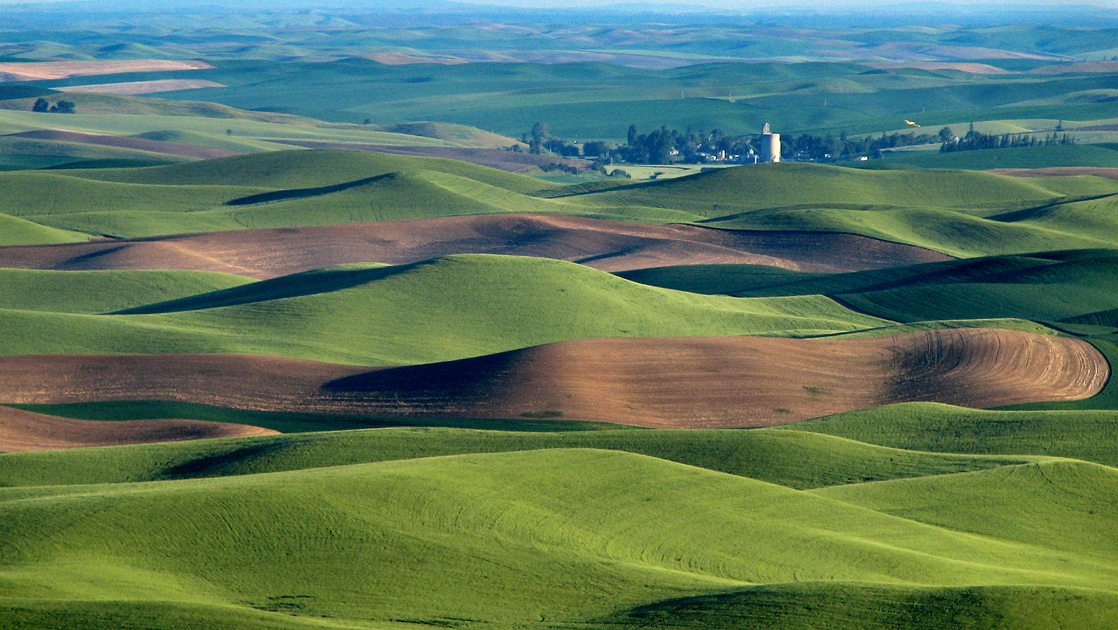
ワラワラ北東のパルース丘陵

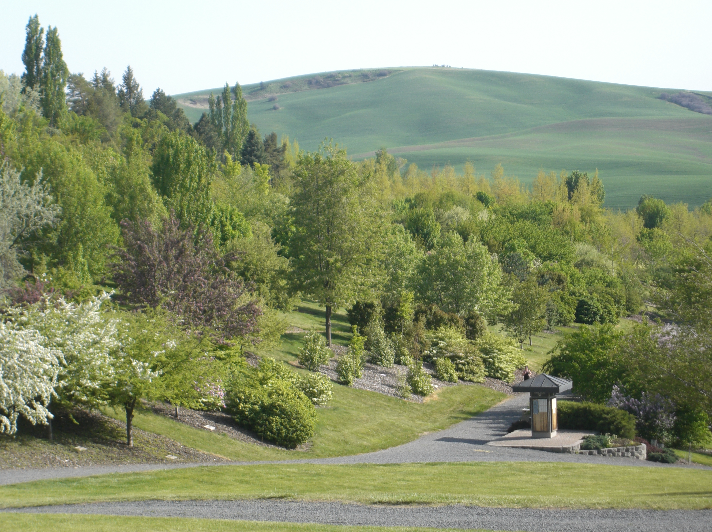
アイダホ州モスコーのアイダホ大学樹木園南にあるパルース丘陵

パルース草原生態域の位置図

パルース（英: Palouse）は、アメリカ合衆国北西部のワシントン州南東部、アイダホ州北中部、および定義によってはオレゴン州の北東部にまで拡がる地形の名称である。主要な農業地帯であり、小麦や豆類を生産している。オレゴン・トレイルの北約160マイル (250 km) に位置し、19世紀後半に開拓入植地として急成長、短い一時期にはワシントン州のピュージェット湾周辺の人口を超えていたこともあった。
1890年代初期には公有地供与の制度を元に、アイダホ大学（アイダホ州モスコー）およびワシントン州立大学（ワシントン州プルマン）が州境を挟んで開設された。両校はわずか8マイル (13 km) の距離にあって現代に至るまで交流は深い。

## 歴史
パルースという言葉の起源は不明である。ある説ではパルース族インディアン（綴りは"Palus"、昔は"Palloatpallah"、"Pelusha"などとも呼ばれた）の名称がフランス系カナダ人の毛皮交易業者によって、より親しみのあるフランス語「ペルース」（"pelouse"、「丈の低く密な草あるいは芝のある土地」という意味）に転換されたというものである。時をへて綴りが"Palouse"に変化してきた。別の説では当初その地域を表すフランス語だったものが、土地に住むインディアンの呼称に当てられたというものである。
伝統的にパルース地域は、ワラワラ地方とを分けるスネーク川の北、カマス・プレーリーとを分けるクリアウォーター川の北、ワシントン州とアイダホ州の州境にそって北に伸び、スポケーン市より南で、パルース川を中心とする地域にある肥沃な丘とプレーリー（草原）として定義されてきた。この地域は、当初スネーク川の南のワラワラ地方で開拓されたワシントン州南東部の大規模な小麦栽培地の一部として、1880年代に入植と小麦生産が進んだものである。

## 地理
パルースに関する上の定義が今日も残っているが、小麦生産地域の全体、すなわちワラワラ地方、アイダホ州のカマス・プレーリー、コロンビア川台地中央のビッグベンド地域、その他ワシントン州アソティン郡やオレゴン州ユマティラ郡のような小規模の農業地帯まで含めて使われることがある。このような広義の定義は、パルース草原生態域を広く定義する世界自然保護基金のような団体が使っている。
ワシントン州パルースの町はアイダホ州ポトラッチの西7マイル (11 km) のウィットマン郡にある。
それでもパルース地域の伝統的な定義は、スネーク川より南のワラワラ地方とは区別するものである。ワラワラ地方では1860年代に既に小麦の乾燥地農作が可能であることが分かっていた。1870年代にワラワラ地方が急速に農地に転換される一方で、それまで牛や羊の放牧が支配的だったパルース地域でも小麦栽培の実験が始まった。この試みが成功以上のものをもたらすと、1880年代には小規模の土地ブームが来てパルース地域は急速に農場で埋まっていった。同時期に進行した鉄道網の拡大によってパルースの開拓速度を速めた。1890年までにパルースの土地は全てが所有され、小麦栽培地に転換された。
ワラワラ市が確固とした中心となっていたワラワラ地方とは異なり、パルース地域は少なくとも4つの中心があり、互いに数マイルを隔てているだけだった。すなわちコルファックス（最古の町）、パルース、プルマン（以上ワシントン州）とアイダホ州のモスコーだった。これら4つの中心に加えて少なくとも10の小さな町があり、ワラワラ地方の中心がはっきりした正確と比べて拡散した都市化の様相になった。
パルース地域の境界部にあり定義によってはパルース地域に含まれる都市としては、カマス・プレーリーの農業地帯にあるアイダホ州ルイストン、ビッグベンド地域の東端にあるワシントン州リッツビル、および地域全体の主要都市であるワシントン州スポケーンがある。スポケーン市の位置付けが大きいために小麦生産地域、地域製粉地帯および製材業の行われる森林を含みスポケーンが内陸部（インランド・エンパイアと呼ばれる）の首都と呼ばれるようになってきた。またスポケーンは地域全体にとって鉄道と輸送の中心にもなっている。
1910年までにパルース、ワラワラ地方、ビッグベンド、ユマティラ地方およびカマス・プレーリーというような地元の呼び方が普通になったが、地域の多くの人々はインランド・エンパイア、小麦ベルト、コロンビア盆地あるいは単純にワシントン州やオレゴン州の各東部、アイダホ州北部という呼び方で、そこに住んでいると見なすようになってきた。

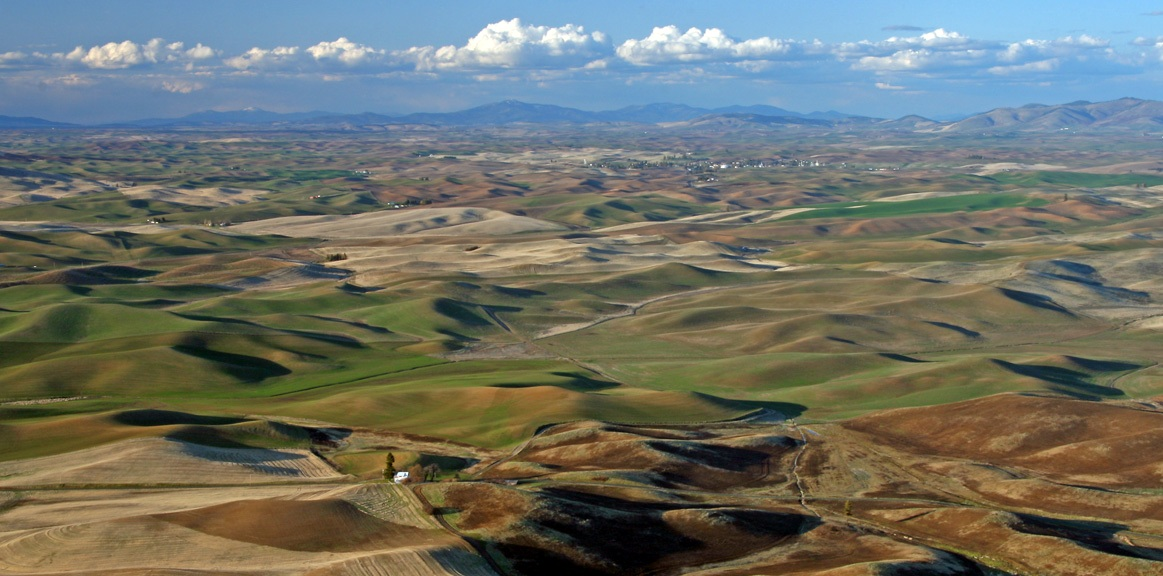
ワシントン州ステップトー・ビュートから眺めたパルース

パルースのプレーリーを特徴付ける風変わりで絵のような沈泥の小丘は氷期に形成された。氷河のアウトウォッシュ・プレーン（外縁堆積原）から西と南に吹き出されて、不揃いなこぶと窪みの繋がりになっている。最も急な斜面は斜度が50％になるものもあり、北東に面している。非常に肥沃な黄土の深さは5 cm から 130 cmになっている。平らな広い土地はほとんどない。
パルース山脈のようにプレーリー周縁の高地には深い針葉樹の森があることが多い。モスコー山が最高峰であり、海抜4,983 フィート (1,519 m) である。モスコー市の北東8マイル (13 km) にある。

## 農業

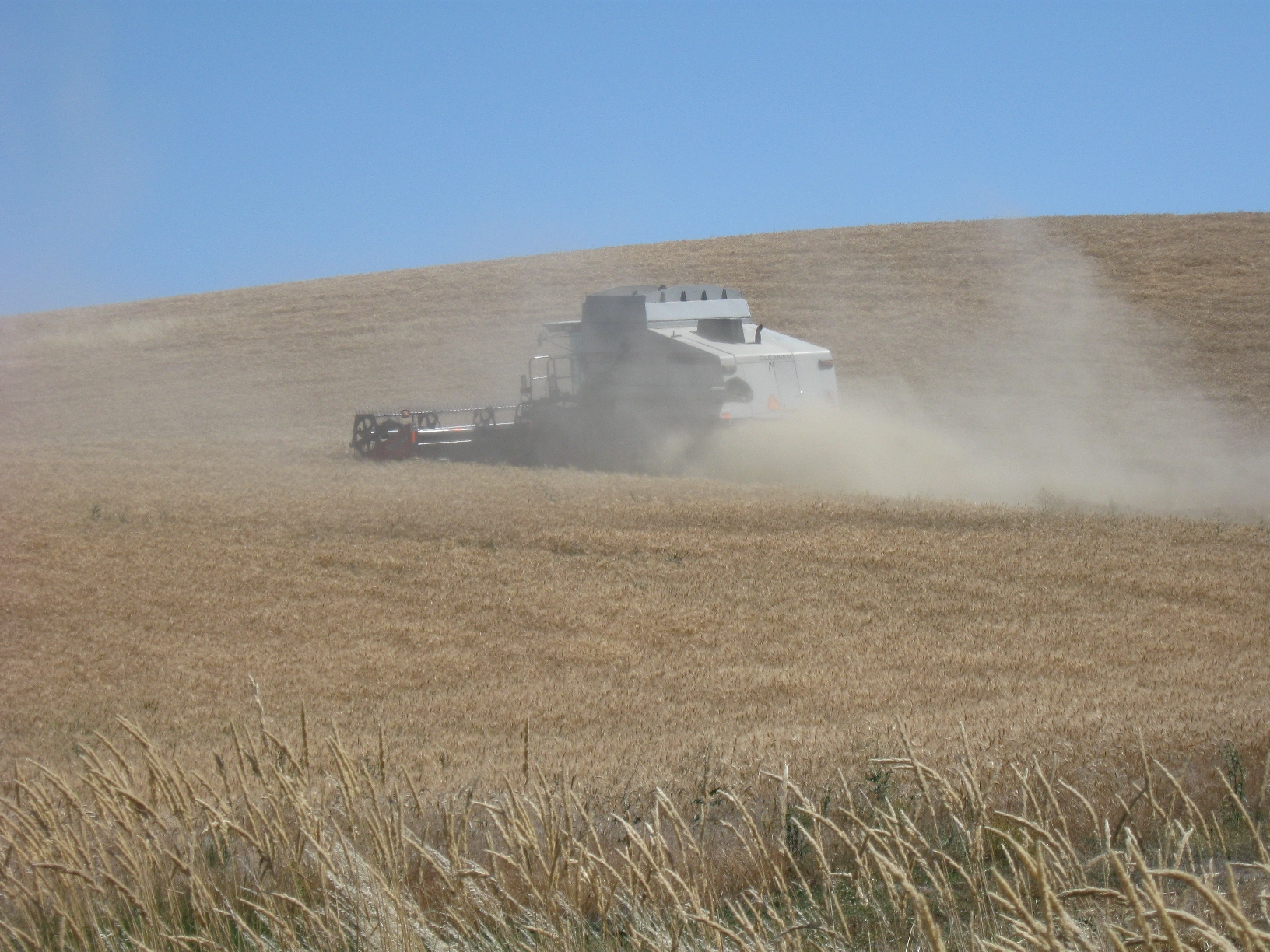
現在のパルースで使われているコンバイン

初期の農業は労働集約型であり、人と馬の力に大きく依存していた。1920年代に組織的に刈り入れと脱穀を行うときには120名の人と320頭のロバと馬を必要としていた。穀物が実るにつれて集団が農園から農園に移動していった。この時期までにコンバインが発明されて使われるようになったが、平地で運転するには40頭の馬と6人の人を必要としたそのような機械を引っ張らせる馬を十分に持っている農夫はほとんど居なかった。このために国内の農業地帯よりもパルースでコンバインを使用した時期は遅れた。
モスコーにあるアイダホナショナルハーベスター社が小型のコンバインの製造を始めて、初めて機械化が可能になった。1930年にはパルースの小麦の90％がコンバインを使用して収穫された。
機械化の次の段階はトラクターの発展だった。コンバインの場合と同様、初期の蒸気機関やガソリンエンジンのトラクターは大変重くて、険しいパルースの丘陵で使うのは躊躇われた。1920年代に導入された小型で一般用のトラクターが限定的に使われていた。その結果1930年時点では農夫の20％しかトラクターを使っていなかった。

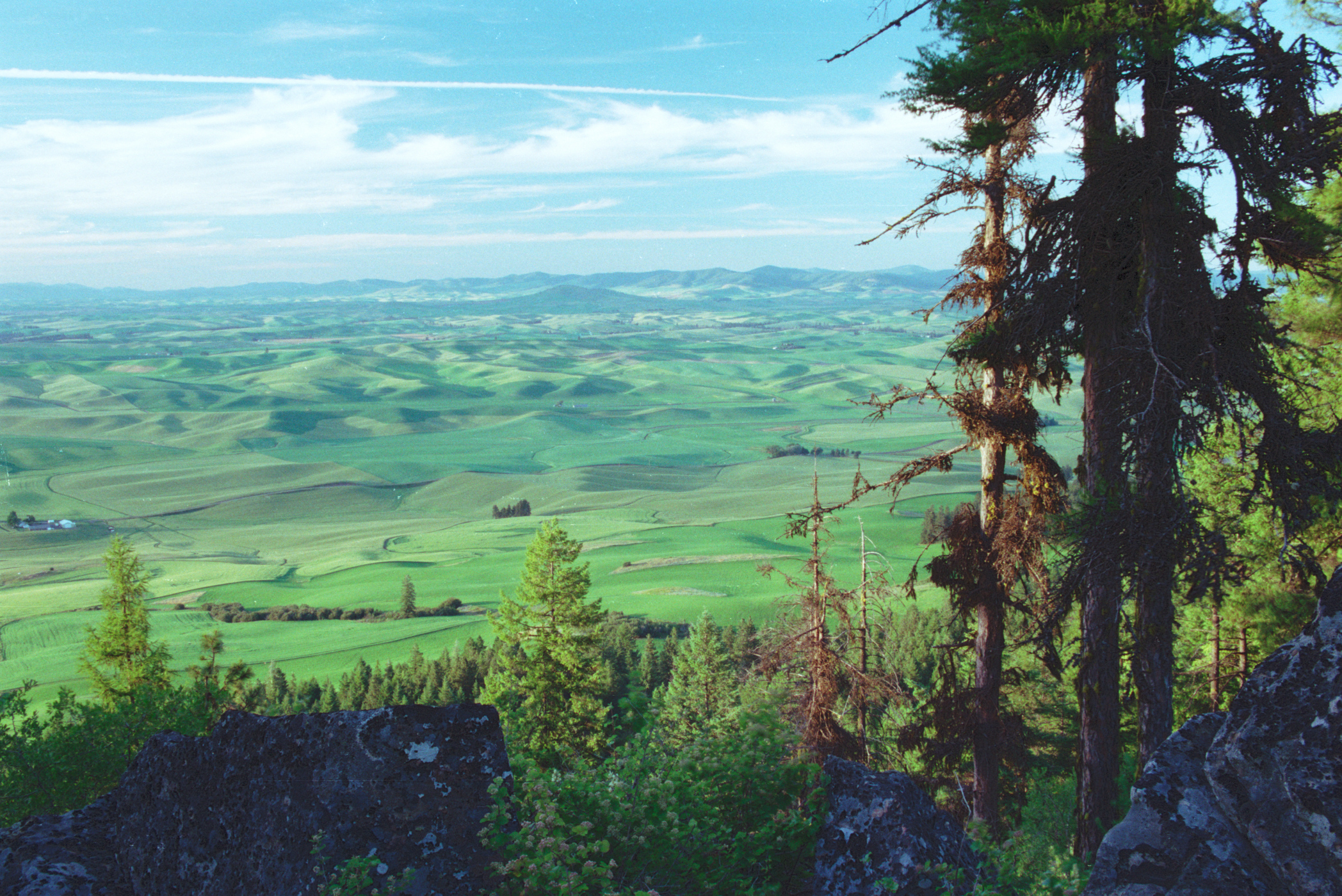
カミアク・ビュートからパルース・フィールドを眺める、初夏
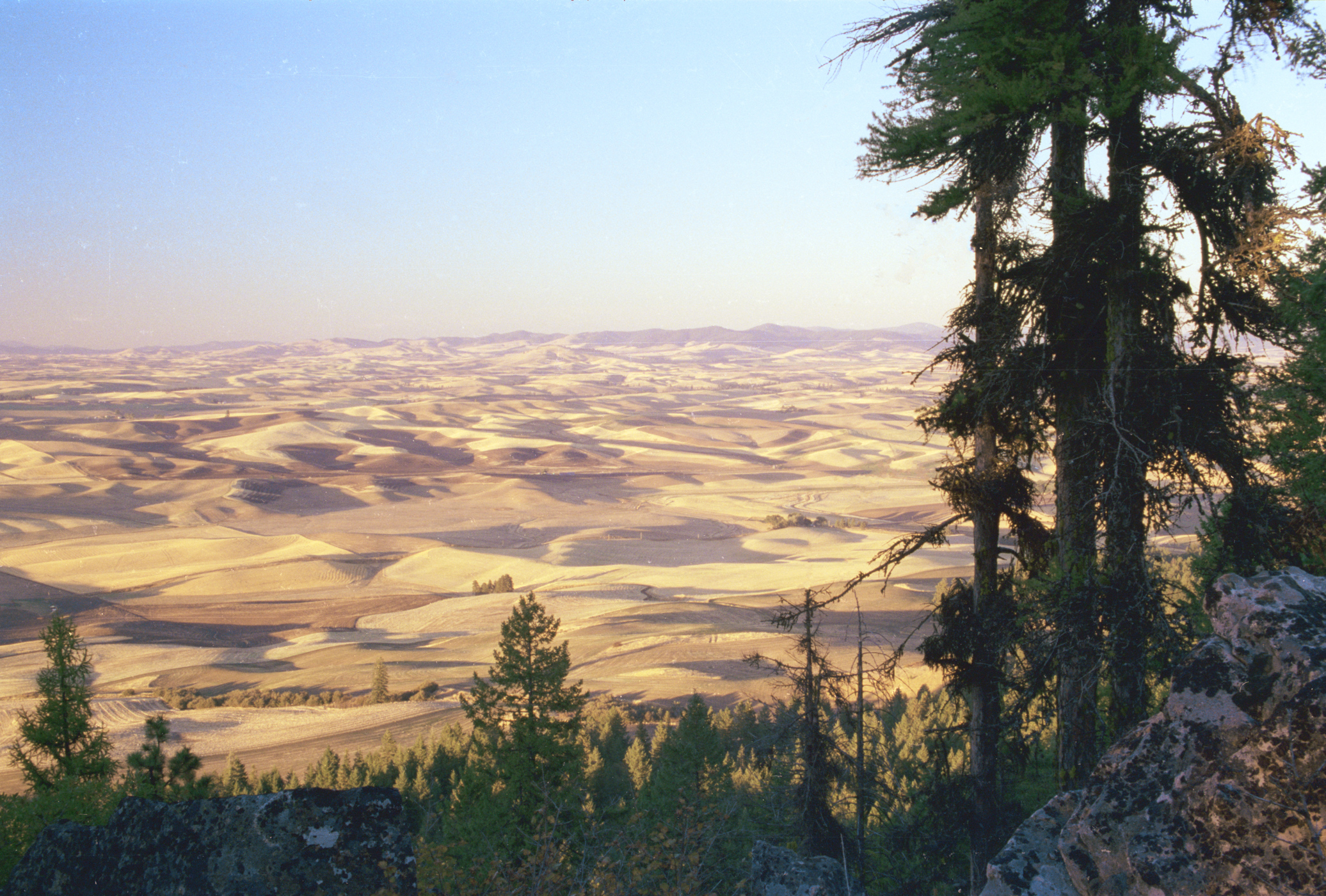
同じく秋の風景

今日のパルース地域は国内でも最も重要なレンズ豆生産地になっている。

## 環境

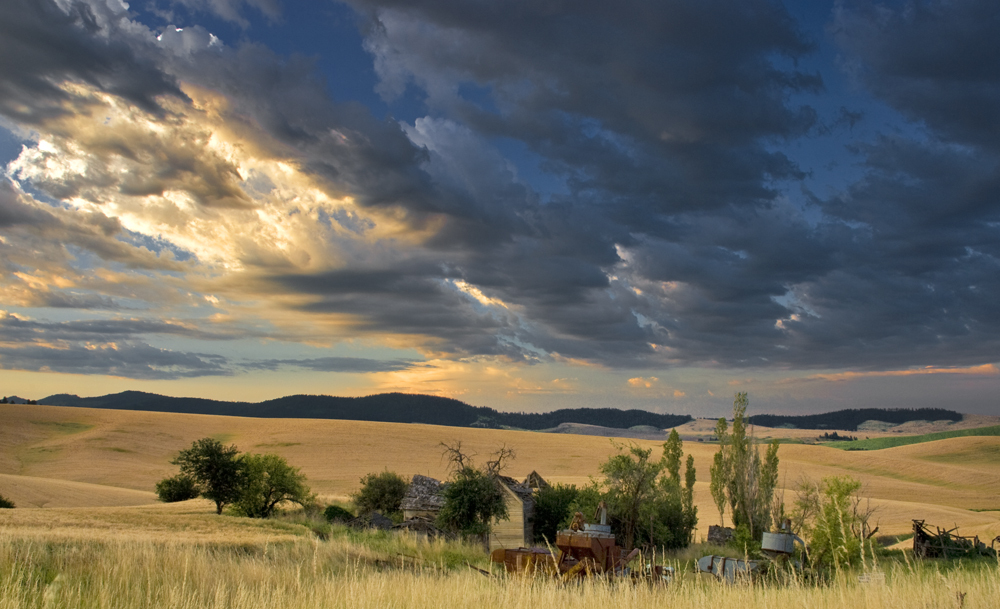
パルースの畑

かつてブルーバンチウィートグラス (Agropyron spicatum) やアイダホフェスキュー (Festuca idahoensis) のような多年生中高丈の草で覆われていた広大なプレーリーだったパルースは、現在事実上全土に農作物が植えられている。元からのプレーリーはほんの1％を超えるほどしか存在せず、アメリカ合衆国でも最も危惧される生態系の一つになっている。
人々は野生生物に被害を与えてきた。かつて豊富にいた鳥や小動物は現在では数少なくなっている。パルース全体で行われている路面から路面の間の徹底的な農業によって柵が少なく、柵の両側の未耕作部分はさらに少なくなっている。中間にあった多くの小流も耕作され、それに隣接して大きな湿った緑地のある多くの永続的な水流は断続的であるか、大きく掘り込まれている。
水際の地域は合衆国内のどの生息域よりも多様な鳥にとっての餌場になっている。水流に沿った樹木や潅木が無くなることは鳥が減り、種が減ることを意味している。この生態系の中で水際地域の大多数は失われてきた。

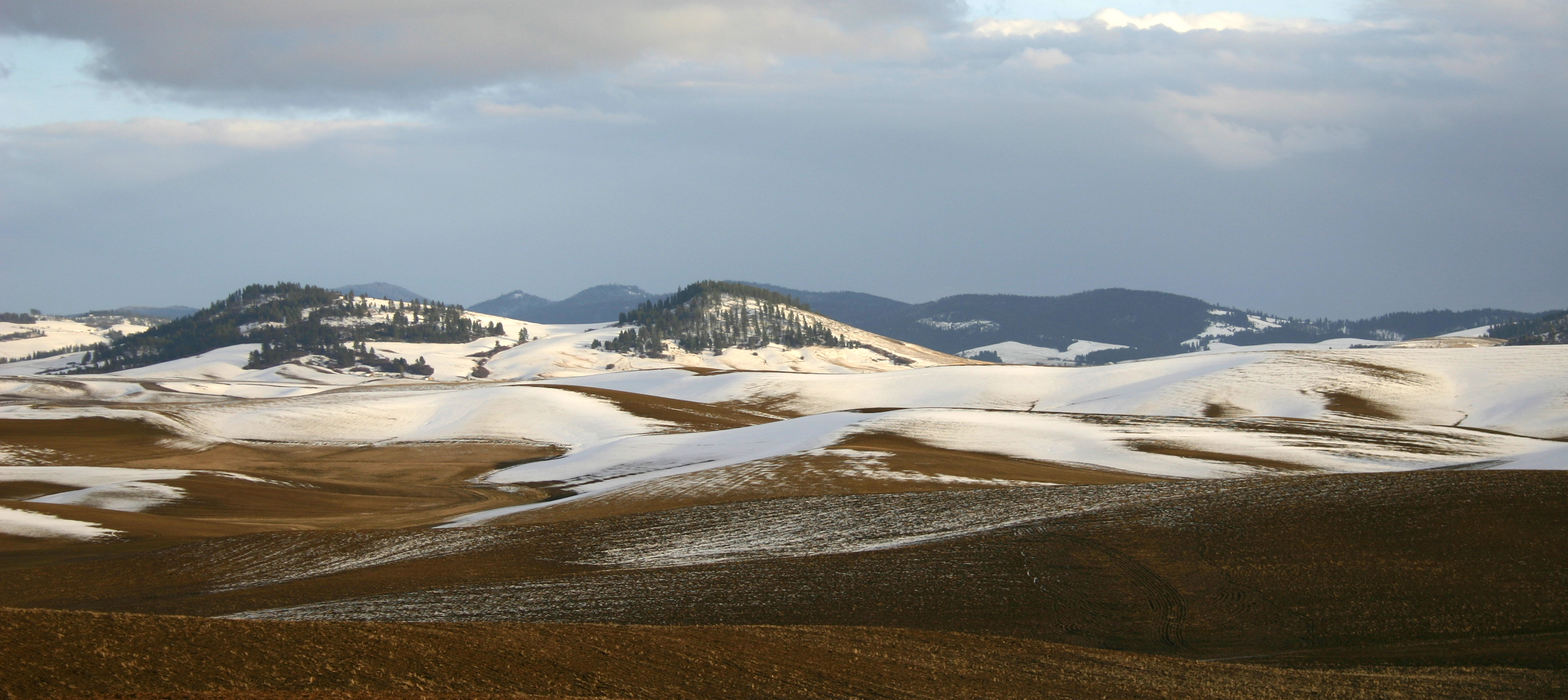
冬のアイダホ州北中部のパルース

近年進んだ農業用地の郊外住宅地への転換によってパロースに生物多様性を生んできている。アイダホ大学の野生生物学教授J・ラッティは、小麦畑を郊外野生生物保護区に転換した10年間で野鳥の構成が変わってきたことを報告した。1991年時点で彼の15エーカー (60,000 m2) の庭に86種の鳥が来ていた。10年前は18種に過ぎなかった。
農業の強化は水の量と質にも影響してきた。農業は水位を変え、流出水の量を増やし、その期間を短くした。その結果侵食が激しくおき、永続する水流が失われた。1930年代には既に土壌学者が地域の川の著しい底下げと水路幅の拡大に気付いた。流速の早い流出水が素早く川底を抉り、緑地に隣接する川底を下げていた。サウスパルース川ではこの現象が顕著であり、1900年までに以前は湿地だった場所での農業が可能になっていた。多年草が一年性の穀物作物に置き換わることで地上流が増え、地下浸透水が減っており、それが流出水の水位を高くし、以前よりも早く消えていくことになった。かつて永続的にあった水流が盛夏には涸れていることも多い。このことは疑いも無く両生類や水中に生息する種に影響を与えてきた。
町や都市は人口が増えるにつれて地域の様相を変えてきた。1910年にはパルース地域にある30の町に22,000人の人が散らばっていた。
第二次世界大戦後に農薬の導入で穀物の生産高は200ないし400％と劇的に増加した。
1900年以来、パルース生態系の草地94％と湿地97％が、穀物、干草あるいは牧草地に転換されてきた。1900年に森林であった土地の約63％が現在でも森林であり、9％が草地になり、7％が再生された森林あるいは潅木地になっている。以前の森林地の残り21％は農業用地や都市化地域に転換されてきた。

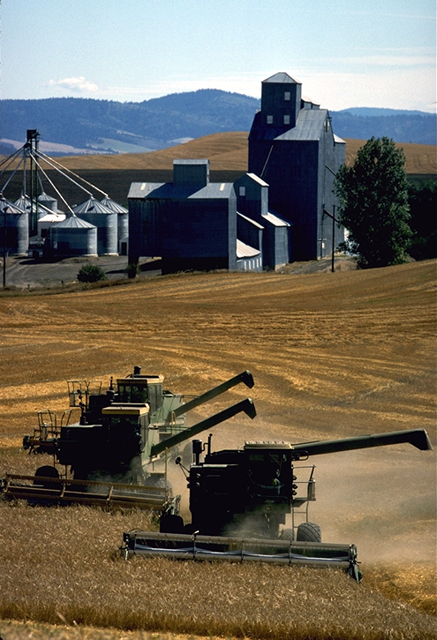
ワシントン州ウィットマン郡の農園

パルースとカマス・プレーリーの草原を家畜の牧草地にした影響は、農業用地への転換が急速だっただけに一時的だった。しかし、スネーク川とクリアウォーター川およびその支流にある渓谷の地は、土壌が浅く、地形が険しく、熱く乾燥した気候であるので、農作物の栽培には適しておらず、その結果長い間家畜の飼育に使われてきた。集中した放牧とその他の混乱要因もあって、元々あった特にヤグルマギク属などが一年性のスズメノチャヒキ属や有毒な雑草にほとんど置き換わり、元に戻せなくなった。ユーラシア大陸の似たような気候で進化したこれら競合力のある属の植物が19世紀後半に合衆国に導入された。

## 山火事
パルースでは過去どのくらいの頻度で山火事が起こったかについて議論があるが、今日では過去ほど頻繁には起こっていないことについては合意されている。これはおもに防火活動、火が広がるのを防ぐ防火帯としての道路の建設、および草地や森の農業用地への転換が寄与している。歴史家は晩秋におこる落雷がプレーリーの縁にあるマツの木に火を点けたことを挙げているが、森林火災がプレーリーに広がったのかあるいはその逆なのかは不明である。ネズパース族インディアンがカマス (Camassia) の生育を促すためにパルースやカマス・プレーリーを焼いたと考える生態学者もいるが、その伝説を解き明かす歴史的な記録はほとんどない。ヨーロッパ系アメリカ人開拓者が1930年代まで土地を切り開き牧草地にするために火を用いた。その後森林火災は稀なものになった。その結果森林の密度が高まり、潅木や樹木が以前の開けた地域に侵入してきた。森林で火事が起こると複雑な被害を生むか、あるいは生態が変わるようなこともある。